# Aurelio Díaz Meza
Aurelio Díaz Meza (Talca, 1879 - San Vicente, 1933) fue un escritor y periodista chileno.

## Carrera
Díaz Meza se destacó en el teatro —donde escribió zarzuelas, operetas, comedias, sainetes y un drama— y en la recopilación de leyendas y tradiciones. Asimismo, fue empresario teatral.
Trabajó como periodista en los diarios La Libertad de su natal Talca, además de El Chileno, El Porvenir, La Nueva República, La Tarde, El Imparcial, El Diario Ilustrado, La Nación, Las Últimas Noticias y El Mercurio en Santiago.
En el Diario Ilustrado, en 1907, con 28 años de edad, fue enviado a cubrir la vida de los mapuche. Como resultado de esto, escribió un folleto llamado El parlamento de Coz Coz, donde cuenta las condiciones de vida de este pueblo.
Su obra más conocida son las narraciones de difusión histórica reunidas en varios tomos con el título de Leyendas y Episodios Chilenos. En ella se describen acontecimientos de la Historia de Chile de una manera amena y novelesca. Los relatos salieron publicados en tomos llamados Crónicas de la Conquista (1925), En Plena colonia (1926), El advenimiento de Portales (1932) y, en ediciones póstumas, La Quintrala y su época (1933) y Patria Vieja y Patria Nueva (1938). El primer tomo de estos relatos, publicado en 1925, apareció con un prólogo de José Toribio Medina.

## Obra
Algunos títulos de su obras:
- 1914 Bajo la selva.
- 1925 Crónicas de la Conquista.
- 1926 En plena Colonia.
- 1932 El advenimiento de Portales.
- 1933 La Quintrala y su época.
- 1938 Patria Vieja y Patria Nueva.
- 1925 Leyendas y episodios chilenos.